# Benazepril
Benazepril, được bán dưới tên thương hiệu Lotensin và các nhãn khác, là một loại thuốc dùng để điều trị huyết áp cao, suy tim và bệnh thận tiểu đường. Đó là một điều trị ban đầu hợp lý cho huyết áp cao. Nó được uống bằng miệng. Các phiên bản có sẵn dưới dạng kết hợp benazepril/hydrochlorothiazide và benazepril/amlodipine.
Các tác dụng phụ thường gặp bao gồm cảm thấy mệt mỏi, chóng mặt, ho và chóng mặt khi đứng. Tác dụng phụ nghiêm trọng có thể bao gồm các vấn đề về thận, huyết áp thấp, kali máu cao và phù mạch. Sử dụng trong thai kỳ có thể gây hại cho em bé trong khi sử dụng khi cho con bú có thể ổn. Nó là một chất ức chế men chuyển angiotensin và hoạt động bằng cách giảm hoạt động của hệ thống renin-angiotensin-aldosterone.
Benazepril được cấp bằng sáng chế vào năm 1981 và được đưa vào sử dụng y tế vào năm 1990. Nó có sẵn như là một thuốc gốc. Một tháng cung cấp ở Hoa Kỳ có giá khoảng 1,32 đô la Mỹ mỗi tháng tính đến năm 2019. Năm 2016, đây là loại thuốc được kê đơn nhiều thứ 105 tại Hoa Kỳ với hơn 7 triệu đơn thuốc.

## Sử dụng trong y tế
Thuốc này rất hữu ích cho huyết áp cao, suy tim và bệnh thận tiểu đường. Đây là một thuốc điều trị ban đầu hợp lý cho huyết áp cao. Các lựa chọn ban đầu hợp lý khác bao gồm thuốc đối kháng thụ thể angiotensin II, thuốc chẹn kênh calci và thuốc lợi tiểu thiazide.